# كلب فرعوني
الكلب الفرعوني الكلب الفرعوني أحد أقدم سلالات الكلاب، وموطنه مصر القديمة، حيث كان يستخدم لصيد الظباء، والطرائد الأخرى، وقد وُجدَت أشباه تلك الكلاب على جدران مقبرة الفرعون أَنْتيفا الثاني الذي يرجع تاريخه إلى عام 2300 ق. م. وفي القرن السادس عشر قبل الميلاد، أحضر الفينيقيون كلبًا فرعونيًا إلى جزيرة مالطة، حيث استوطنها حتى العصور الحديثة.
الكلاب الفرعونية كلاب ملساء، يبلغ طولها ما بين 53 و 70سم عند ارتفاع الكتف، وتزن ما بين 15 و 23 كجم. فَرْوُها القصير، المنبسط اللامع، أسمر ضارب للصفرة، أو أحمر قان. للكلاب الفرعونية أطراف أصابع بيضاء في القدم وعلى صدرها رسم أبيض مثل النجوم، وطرف ذيلها الشبيه بالسوط، أبيض أيضا، وكثير من الكلاب الفرعونية لها خط أبيض أعلى منتصف الوجه.
يَحْمَر لون الكلاب الفرعونية عندما تنفعل، أي أن أنفها، وأذنيها المنتصبتين، تتغير من اللون العادي إلى الورديّ الداكن. وعينا الكلاب الفرعونية في لون الكهرمان غير العادي. اشتهرت الكلاب الفرعونية، باستخدام حاستي البصر والشم في الصيد، وتتحرك في سرعة ورشاقة، كما أن عضتها قوية.